# 臺南市私立慈濟高級中學
臺南市私立慈濟高級中學，簡稱臺南慈中，位於中華民國臺南市安平區，是一所於2007年成立的中學，為目前臺南市的一所私立高級中學，並附設國中部，國小部以及幼兒園。
花慈通常指慈濟大學附屬高級中學，南慈則泛指臺南市私立慈濟高級中學

## 創校歷史
臺南慈濟高級中學為2007年由台灣佛教慈濟基金會創辦的台灣本土第二所中學，早先於花蓮創立慈濟大學附屬高級中學。

## 近況
目前擁有建物：行政大樓、國中部大樓、綜合體育中心、高中部大樓、圖書資訊館。
除了擁有全民英檢指定語言教室外，並設有校史館，往往成為外校學生觀摩或教師研習的重要據點。該校亦為全台灣西部首間擁有慈濟人文課程的中學。